# Dubová (Svidník)
Dubová es un municipio del distrito de Svidník en la región de Prešov, Eslovaquia, con una población estimada a final del año 2024 de 195 habitantes.
Se encuentra ubicado en el centro-norte de la región, cerca del río Ondava (cuenca hidrográfica del río Tisza) y de la frontera con  Polonia.

## Demografía
| Año        | 1994 | 2004    | 2014    | 2024     |
| ---------- | ---- | ------- | ------- | -------- |
| Población  | 240  | 227     | 223     | 195      |
| Diferencia |      | −5,41 % | −1,76 % | −12,55 % |

| Año        | 2023 | 2024   |
| ---------- | ---- | ------ |
| Población  | 200  | 195    |
| Diferencia |      | −2,5 % |